# Zora lyriformis
Espèce
Zora lyriformis est une espèce d'araignées aranéomorphes de la famille des Miturgidae.

## Distribution
Cette espècese rencontre en Chine et en Extrême-Orient russe.

## Description
La femelle holotype mesure 4,5 mm et le mâle paratype 3,5 mm, les mâles mesurent de 3,3 à 3,9 mm et les femelles de 3,7 à 5,6 mm

## Systématique et taxinomie
Cette espèce a été décrite par Song, Zhu et Gao en 1993.

## Publication originale
- Song, Zhu & Gao, 1993 : « Three species of the genus Zora from China (Araneae: Zoridae). » Acta Arachnologica Sinica, vol. 2, p. 87-91.